# Yangjiao, Chongqing
Yangjiao (kinesiska: 羊角) är ett stadsdelsdistrikt (jiedao) i sydvästra Kina. Det ligger i stadsdistriktet Wulong i storstadsområdet Chongqing, omkring 100 kilometer öster om det centrala stadsdistriktet Yuzhong. 
Stadsdelsdistriktet bildades 2020 genom en sammanslagning av köpingarna Yangjiao och Tukan.